# Abbas (fotògraf)
Abbas   (Khash, 29 de març de 1944 - 18è districte de París, 25 d'abril de 2018) va ser un fotògraf iranià. Gran part de la seva obra va estar dedicada a documentar la vida política i social de zones en conflicte. Des de 1970 va cobrir guerres i revolucions a Biafra, Bangladesh, Irlanda del Nord, Vietnam, Orient Mitjà, Xile i Cuba, així com a Sud-àfrica durant l'Apartheid.
Del 1978 al 1980 va documentar gràficament la revolució de l'Iran, país al que no va tornar fins al 1997 després de 17 anys d'exili voluntari. El 2002 va publicar el seu llibre Iran Diary 1971-2002, que dona una visió crítica de la història iraniana escrita en forma de diari personal.
L'any 1981 s'incorpora a l'agència Magnum Photos. Entre els anys 1983 i 1986 va viatjar per Mèxic i posteriorment va publicar el llibre Return to Mexico: Journeys Beyond the Mask.
A partir del 1987 es comença a centrar en les religions i els conflictes religiosos, portant a terme diverses exposicions i publicant diversos llibres. Allah O Akbar: A Journey Through Militant Islam (1997), al voltant del ressorgiment de l'islam a escala internacional és la primera d'aquestes. L'any 2000 explora el cristianisme com a fenomen polític, ritual i espiritual amb l'exposició Faces of Christianity: A Photographic Journey.

Entre 2000 i 2002 treballa en un projecte sobre l'Animisme i el ressorgiment dels rituals irracionals en un món cada cop més envoltat de ciència i tecnologia però el va abandonar arrel del primer aniversari de l'atemptat de les Torres Bessones per emprendre un nou projecte sobre el xoc de les religions.
"No soc creient. Fora que trobi una prova convincent de l'existència de Déu, seguiré vivint la resta dels meus dies com un ateu. Crec que si la humanitat no adopta un pensament racional a una escala sense precedents, el proper segle tindrem seriosos problemes"